# Герб комуни Фальчепінг

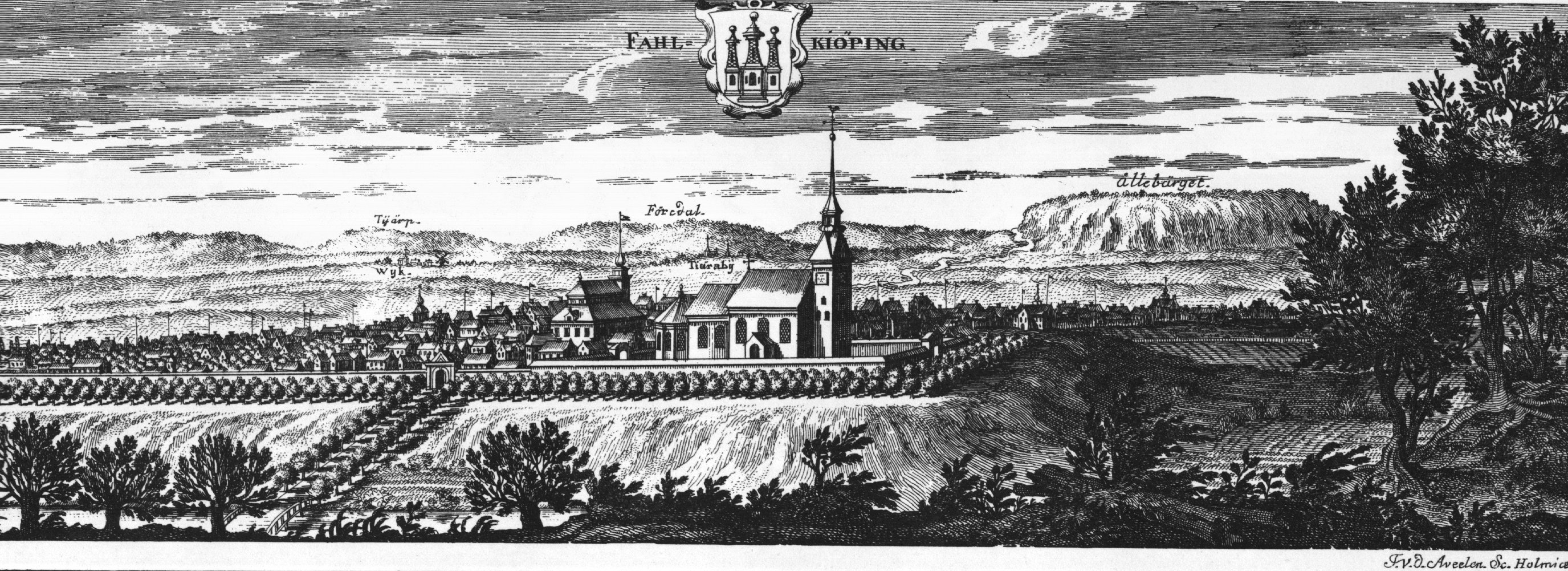
Герб на гравюрі з панорамою міста Фальчепінг (близько 1700 р.)

Герб комуни Фальчепінг (швед. Falköpings kommunvapen) — символ шведської адміністративно-територіальної одиниці місцевого самоврядування комуни Фальчепінг, яка є 110-а за величиною території в Швеції.

## Історія
На міській печатці з XV століття було зображено три вежі. Такий герб зустрічаємо на гравюрі з панорамою міста з початку з XVІІІ століття. 
Цей герб отримав королівське затвердження 1940 року як символ міста Фальчепінг. 
Після адміністративно-територіальної реформи, проведеної в Швеції на початку 1970-х років, муніципальні герби стали використовуватися лишень комунами. Тому з 1971 року цей герб представляє комуну Фальчепінг, а не місто. Новий герб комуни Фальчепінг офіційно зареєстровано 1978 року.
Герби давніших адміністративних утворень, що увійшли до складу комуни, більше не використовуються.

Герб міста Фальчепінга (–1970)
Герб ландскомуни Фрекінд (1955–1970) Герб комуни Фрекінд (1971–1973)
Герб ландскомуни Дімбу (1956–1970) Герб комуни Дімбу (1971–1973)

## Опис (блазон)
У срібному полі три червоні вежі зі стіжковими дахами.

## Зміст
Сюжет герба походить з міської печатки XV століття. Три вежі мали уособлювати церкви в Агнестаді, Бесторпі та Фальчепінгу.